# Oś liczbowa

Oś liczbowa to interpretacja geometryczna zbioru liczb rzeczywistych, wymiernych bądź nie

Oś liczbowa – przedstawienie zbioru liczb (np. całkowitych lub rzeczywistych) w postaci prostej z wyróżnionymi punktami (przynajmniej 0 i 1) i o określonym zwrocie (potocznie: kierunku).

## Przegląd definicji
Oś liczbową definiuje się zazwyczaj jako obiekt geometryczny (prostą z wyróżnionymi punktami); niektóre definicje wychodzą od pojęcia zbioru liczb.
- „Oś liczbowa jest to linia prosta E z wyróżnionymi punktami 0 i 1. Odcinek [0,1] przyjmujemy za jednostkę długości.”[1][2].
- Oś liczbowa to zbiór liczb rzeczywistych „z naturalną strukturą (…) jednowymiarowej przestrzeni euklidesowej”. Na osi liczbowej wyróżnione są punkty 0 i 1, przy czym punkt 0 nazywa się początkiem osi liczbowej[3].
- „Jeżeli na prostej obierzemy początek współrzędnych O (punkt zerowy), kierunek dodatni (zwrot) i jednostkę miary l, to otrzymamy oś liczbową”[4].

Podsumowując, oś liczbowa jest to prosta, na której wyróżniono zwrot i punkt O zwany zerowym oraz ustalono odcinek jednostkowy.
Punkt zerowy dzieli oś liczbową na dwie półproste; tę z nich, na której leży punkt 1, nazywamy półosią dodatnią.
Położenie punktów odpowiadających pozostałym (poza 0 i 1) liczbom na osi liczbowej określone jest następująco: liczbie {\displaystyle x\in \mathbb {R} } odpowiada punkt {\displaystyle x} osi liczbowej, położony w odległości {\displaystyle |x|} odcinków jednostkowych od punktu początkowego 0 (przy czym liczbom dodatnim odpowiadają punkty leżące na półosi dodatniej, a liczbom ujemnym – na półosi ujemnej). Inaczej mówiąc, każdej liczbie {\displaystyle x\in \mathbb {R} } odpowiada punkt o współrzędnej {\displaystyle x}.